# Adachi

Sectorul Adachi pe harta Tokyo

Adachi (足立区 Adachi-ku?) este un sector special al zonei metropolitane Tōkyō în Japonia.

## Legături externe
Materiale media legate de sectorul Adachi la Wikimedia Commons
1. ↑   (PDF), Geospatial Information Authority of Japan[*], p. 28 https://www.gsi.go.jp/KOKUJYOHO/MENCHO/backnumber/GSI-menseki20210101.pdf Lipsește sau este vid: |title= (ajutor)